# Ban Bí thư Trung ương Đảng Cộng sản Liên Xô
Ban Bí thư Trung ương Đảng Cộng sản Liên Xô (tiếng Nga: Секретариат ЦК КПСС) tên đầy đủ Ban Bí thư Ban Chấp hành Trung ương Đảng Cộng sản Liên Xô là cơ quan lãnh đạo tập thể tối cao của Đảng Cộng sản Liên Xô. Ban Bí thư có thể tham dự phiên họp của Bộ Chính trị với vai trò tham vấn.
Theo Điều lệ Đảng Ban Bí thư có vai trò hướng dẫn các công việc chung của Đảng và Trung ương Đảng.

## Lịch sử
Ban Bí thư được thành lập tại Đại hội VIII của Đảng Cộng sản Nga tháng 3/1919, trước đó chỉ là cơ quan mang tính chất tạm thời. Đồng thời vị trí của Ban Bí thư cũng được ghi trong Điều lệ Đảng Cộng sản Nga. Vào tháng 7/1988 Hội nghị Trung ương Đảng đã quyết định loại bỏ một số phòng, ban, ngành và giảm số lượng Ban Bí thư. Vào tháng 10 Trung ương Đảng thành lập các Ủy ban thường trực đứng đầu là Tổng Bí thư. Thực tế Ban Bí thư gần như bị giải tán mà không phải thông qua nghị quyết nào, nhưng cơ quan này vẫn tồn tại tới năm 1991. 

## Địa vị
Ban Bí thư được Ban Chấp hành Trung ương Đảng bầu sau Đại hội Đảng. Thành viên Ban Bí thư phải là thành viên của Trung ương Đảng.
Chức vụ Tổng Bí thư là Chủ tịch Bộ Chính trị đồng thời là lãnh đạo Ban Bí thư và Đảng. Thành viên trong Ban Bí thư và Bộ Chính trị trong thời gian hậu Stalin là những thành viên cấp cao nhất của Đảng và là bước đệm chuyển giao quyền lực tới vị trí tối cao trong Đảng. Nikita Khrushchev, Leonid Brezhnev, Yuri Andropov, Konstantin Chernenko và Mikhail Gorbachev đều là Bí thư Ban Bí thư trước khi trở thành Bí thư thứ nhất hoặc Tổng Bí thư. Ngoài ra sau khi Stalin mất được 1 tuần, Georgy Maksimilianovich Malenkov trở thành lãnh đạo tối cao của Đảng do là người đứng đầu Ban Bí thư.